# Pidigan (Abra)
Pidigan is een gemeente in de Filipijnse provincie Abra op het eiland Luzon. Bij de laatste census in 2007 had de gemeente ruim 11 duizend inwoners.

## Geografie

### Bestuurlijke indeling
Pidigan is onderverdeeld in de volgende 15 barangays:
| - Alinaya - Arab - Garreta - Immuli - Laskig - Naguirayan - Monggoc - Pamutic | - Pangtud - Poblacion East - Poblacion West - San Diego - Sulbec - Suyo - Yuyeng |

## Demografie
Pidigan had bij de census van 2007 een inwoneraantal van 11.280 mensen. Dit zijn 1.097 mensen (10,8%) meer dan bij de vorige census van 2000. De gemiddelde jaarlijkse groei komt daarmee uit op 1,42%, hetgeen lager is dan het landelijk jaarlijks gemiddelde over deze periode (2,04%). Vergeleken met de census van 1995 is het aantal mensen met 2.182 (24,0%) toegenomen.

De bevolkingsdichtheid van Pidigan was ten tijde van de laatste census, met 11.280 inwoners op 49,2 km², 229,3 mensen per km².